# São Bentinho
São Bentinho est une ville brésilienne de l'ouest de l'État de la Paraíba.
Sa population était estimée à 4 049 habitants en 2007. La municipalité s'étend sur 196 km2.